# Syllepte lulalis
Syllepte lulalis là một loài bướm đêm trong họ Crambidae.